# 2013年芦山地震

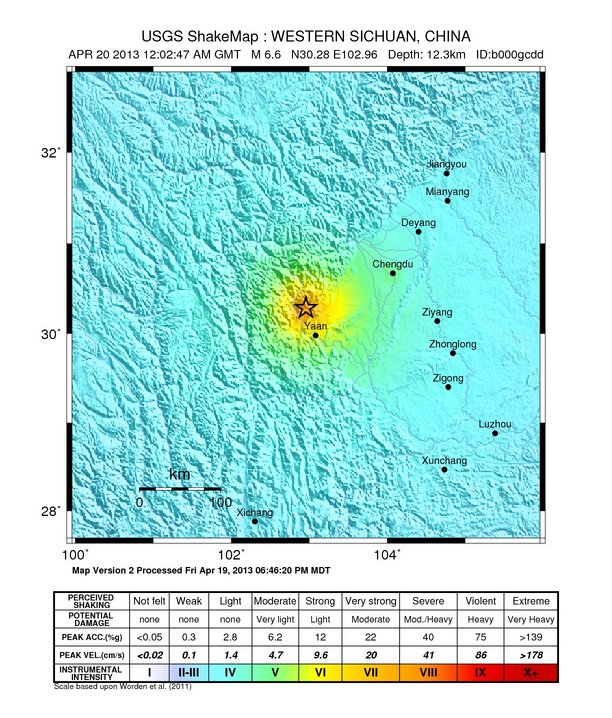
2013年4月20日芦山地震烈度图（美国地质调查局4月20日发布）

2013年芦山地震（媒体起先称之为雅安地震，中国地震局定名为四川省芦山“4·20”7.0级强烈地震），是一场发生于中國標準時間（UTC+8）2013年4月20日（星期六）上午8时02分46秒的强烈地震，震中位於中國四川省雅安市芦山縣龙门乡马边沟，距离省会成都市约100公里。中国地震局测定此次地震的面波震级为Ms7.0，震源深度13公里。美国地质调查局，欧洲与地中海地震中心和日本气象厅均测定此次地震的矩震级为Mw6.6，深度15公里。中国科学院评估此次地震的烈度为IX度，受灾范围约15,720平方公里（按照地震烈度6度区域计算）。此次地震是2008年汶川地震之后在龙门山断裂带上发生的又一逆冲型地震。除了雅安市及成都市外，四川省其他地区及周边的重庆市、甘肃省、陕西省、贵州省及云南省也有震感。
地震造成四川省直接经济损失851.71亿元，灾区的地貌、水利、生态、通讯、 电力、 交通、 铁路、 航空、 公路、文物古迹等亦受到影响或破坏。
震后的头七，四川省人民政府设立全省哀悼日。

## 成因
芦山县距离雅安市市区33公里，位于龙门山前缘构造带南段。龙门山断裂带位于青藏高原东缘。龙门山断裂带上地震多发，2008年的汶川大地震即在距离芦山县北部大川镇仅69公里处发生。
雅安地震为“逆衝型地震”，破裂特征与汶川大地震非常相似，但是雅安地震是否属于汶川地震的一次余震，尚存争议。中国地震台网中心地震预报部副主任蒋海昆认为雅安地震不是汶川大地震的余震。而中国科学院青藏高原研究所和地质与地球物理研究所的研究则认为两者震源性质相近，可视为汶川大地震的强余震。美国地质勘探局和日本氣象廳也认为雅安地震是汶川大地震的一次余震。

## 地震详情

### 震级
根据中国地震局的数据，此次地震的面波震级为Ms7.0，震源深度13公里，最大烈度达Ⅺ度，受灾范围约15,720平方公里。根据美国地质调查局的数据，此次地震的矩震级为Mw6.6。根据欧洲与地中海地震的数据，此次地震的矩震级为Mw6.6。根据日本气象厅的数据，此次地震震级为Mw6.6。

### 余震
首次餘震發生於地震后4分鐘內；在主震發生之後的一小時內，震中附近地區發生九次3-5級餘震。地震發生一個半小時內發生11次餘震，其中最大為5.7級。地震發生后兩小時的10時，該地區已經發生十幾次餘震，其中有4次震感強烈的餘震。

根据中国地震台网速报的消息，截止北京时间4月22日08时，共记录到余震2044次，其中3.0级以上余震共90次：6.0-6.9级共0次，5.0-5.9级共4次，4.0-4.9级共20次，3.0-3.9级共66次，最大余震为5.4级 。

### 人员伤亡
据四川省民政厅4月23日6时统计，地震造成四川雅安、成都、广元、绵阳、德阳、南充、广安、遂宁、内江、乐山、自贡、宜宾、达州、资阳、巴中、眉山、阿坝、甘孜和凉山19个市州115个县199万余人受灾，193人死亡（其中雅安市173人、成都市8人、甘孜州5人、眉山市1人、德阳市3人、乐山1人、阿坝州2人），25人失踪（雅安市宝兴县18人、芦山县3人、天全县2人，阿坝州小金县1人、金川县1人），12211人受伤。 重伤者超过968人(重伤者人数仅截止21日15:00，由四川省政府应急管理办公室发布，新华网电文)，紧急转移45.8万余人。此外，4月21日有2名志愿者在赶往地震灾区的途中发生交通事故造成重伤。

### 财产损失
据四川省民政厅网站消息，截至4月22日19时统计，倒塌房屋2.4万余户、7.24万余间，严重损房8.53万余户、29.56万余间，一般损房26.4万余户、117.33万余间。
芦山县指挥部4月25日晚最新发布的地震所造成的经济损失为851.71亿元，此数字为上一年GDP的40倍。

### 征兆和预测
如同2008年的汶川大地震一样，有研究人员在地震前曾作出过一些预测。由于只有省级以上政府才能合法地发布地震预测，中国科学院院士、地球物理学家陈运泰在地震前5年曾向当局提交内参，称宝兴县一带可能发生7级左右的地震，同时他认为此次地震是汶川大地震的一次较强的余震。

## 震后影响

### 地貌与水利
芦山县境内的宝胜和玉溪河金鸡峡在震后形成堰塞湖。芦山县、天全县境内部分水库出现裂缝，下游人员组织撤离。

### 生态
据国家林业局网站中国林业网消息，截至2013年4月21日3时，雅安市林业系统未出现人员死亡情况，有1人轻伤，另有80余人还未联系上。已上报直接经济损失的汉源、石棉、荥经3县损失在1.5亿元以上。四川蜂桶寨国家级自然保护区部分山体垮塌严重。中国保护大熊猫研究中心雅安碧峰峡基地震感强烈，总体平安。

### 通讯
震后，雅安芦山县、天全县、宝兴县部分手机和固定电话由于通信机房、基站和光缆的损坏导致通讯中断。雅安地区有139个基站中断，其中宝兴断站84个。经抢修，至4月20日16时30分，天全县、震中芦山县通信机房得到修复。中国电信在芦山中学指挥部安装电话，县城通信得到保障。21日12时，宝兴县城通讯恢复。至22日16时，宝兴县所有乡镇移动通讯全部恢复。

### 电力
地震致使宝兴、芦山、天全三县的电力网全部中断，四川电力应急抢险队伍随即赶往灾区。地震当天21时40分许，芦山县重要部门及场所恢复供电。
经过全力抢修，四川芦山、天全两县城基本恢复电网供电，随着宝兴县城21日夜里恢复电网供电，因芦山地震停电的三县城都已恢复电网供电。

### 交通

#### 铁路
2013年4月20日09时46分，成都铁路局扣停运行中的列车82列（其中动车组3列、普通客车24列，货物列车55列）。成都站、成都东站当日15时前始发动车组全部停运。震后，成都铁路局对所属成昆铁路、宝成铁路、达成铁路、遂成铁路、遂渝铁路、成渝铁路、成灌铁路等受影响线路设备进行检查，至20日下午3时成都铁路局所属路段内客运列车恢复运行，部分列车晚点运行。
成都地铁在震后限速运行，经初步检查无设备损坏，于4月20日8时30分恢复正常运行。

#### 航空
成都双流国际机场在地震当天曾关闭一小时左右，相关航班备降重庆等周边机场；当日9时19分机场重新开放，10时37分完全恢复正常。据机场方面统计，地震发生后共有8个航班返航、5个航班备降。当日进出港航班飞行时间均顺延1小时左右。西昌机场、绵阳机场、达州机场、广元机场、泸州机场在震后正常运营。

#### 公路
地震发生后，318国道在雅安市雨城区境内路段塌方，道路中断，经抢修于20日下午5时恢复通行。210省道芦山县至阿坝州小金县段也因塌方中断，于21日晚19时抢通。108国道和305省道通行正常。京昆高速公路成都至雅安段（成雅高速公路）、雅安至西昌段（雅西高速公路）和成温邛高速公路通行正常，对救灾车辆免费开放，一度禁止其他车辆驶入。宝兴县境内道路严重损毁，一度成为孤岛。

### 文物古迹
芦山县有“中国汉文化之乡”的美誉。但在地震中，芦山及邻近地区文化遗产损失较为严重。雅安市博物馆、雨城区博物馆、芦山县博物馆等多处博物馆存在文物毁损，其中国家二级文物8件，三级文物33件，文物损毁总数达到274件。不可移动文物方面，四川省内有24处全国重点文物保护单位和61处省级文物保护单位遭到损毁。其中，中国汉阙中保存最完好、雕塑最精美的高颐阙阙体震裂，附属结构严重损毁。芦山县境内的汉代遗存樊敏阙主阙中部断裂，顶部面临垮塌。位于名山区境内的蒙顶山风景区内古迹损毁严重，停止接待游客。

### 组织机构

#### 科教文卫
四川农业大学表示：截止4月20日下午，该校未发生无重大伤亡。个别学生因惊吓跳楼受伤，已送医院救治。四川农业大学抗震救灾应急指挥部发布公告：雅安校区师生4月20日晚原则上应在空旷地带或者易于撤离的坚固建筑物一楼过夜。
芦山中学成为临时飞机场，成都军区直升机从这里起降。芦山中学的3个篮球场被拼接起来成为公共避难所。

#### 司法
雅安地震发生后，四川省监狱系统启动一级应急预案，全省监狱疏散罪犯8万余人，雅安市市区监狱1名罪犯轻伤，无罪犯死亡。位于雅安市芦山县的原川西监狱芦山老基地，1名退休狱警死亡、1名工人受伤。

## 救援

### 政府和国有企业
中国中央政府在救灾中扮演了重要角色。中共中央总书记习近平、国务院总理李克强在地震发生以后指示要把抢救生命作为首要任务，最大限度减少伤亡。接着，李克强于地震发生当日16时由北京飞抵四川，然后换乘直升机与16时37分抵达芦山县龙门乡，与国务院副总理汪洋和国务院秘书长杨晶等一同指挥救灾工作。
地震后当天，包括中共中央、四川省政府、国家减灾委、民政部、中国地震局、公安部、商务部、国土资源部、国家防总、水利部、中国气象局、四川省气象局在内的多家部门启动了救灾响应。 
同时，卫生计生委宣布成立自然灾害卫生应急领导小组；农业部紧急安排了抗震救灾防疫应急物质；中国人民银行紧急部署了抗震救灾工作，确保灾区金融稳定运行；教育部也部署了灾区学校抗震救灾工作，并协调中国教育发展基金会，向雅安地震灾区下拨资金500万元，用于灾区学校和师生开展抢险自救、转移安置、复学复课等急需；中国铁路总公司则采取了紧急扣停列车、全面检查线路等应急措施；国家食品药品监督管理总局对雅安抗震救灾食品药品安全监管提出了要求；国家测绘地理信息局则派出了应急监测车系统和5架无人机赶赴灾区，并紧急调配资源三号卫星、天绘卫星等多颗高分辨率卫星、雷达卫星接收灾区卫星影像。获取了核心灾区宝兴镇、太平镇覆盖30km²、分辨率0.16m的低空无人机影像，接收了中国资源卫星应用中心传来的约20TB的卫星震区震前影像；而国家安监总局、环保部、国家民委、工业和信息化部、国家旅游局亦启动了应急预案。  
中华人民共和国国务院于4月21日下发通知，建议非紧急救援人员不要自行前往灾区，建议捐赠资金为主，（物资和设备的捐助则由民政部门协调运往灾区）四川省抗震救灾指挥部加强各方面救援力量的统筹协调。

### 军警
在地震发生后，中央军委主席习近平指示中國人民解放軍和武警部队做好地震救灾工作。成都军区第13集团军立即启动救灾预案。4月20日上午8时20分，2,120名抢险救灾指战员带领救护车、挖掘机、装载机共173台以及4架直升机紧急出动，奔赴灾区展开救援。
4月20日10时后，空军11252机组与海军航空兵4101机组先后抵达震源地上空展开作业；11时左右，陆军航空兵编队在灾区降落。重庆也派出4个救援队伍赶赴灾区。
4月20日11时40分左右，成都军区铁拳师炮兵团第一支救援力量300余人到达芦山县。芦山县人民武装部也集结了200余名民兵分赴各主要交通要道，抢修损毁的道路。同时，由李世明司令员指挥，成都军区部队派遣第二梯队2,000余人前赴芦山县救灾，出动216台救援车辆和两架直升飞机。
据四川省公安消防总队报告，至4月20日12时，雅安市公安消防支队芦山大队已完成对县城主城区的第一轮搜救，救出29名被困群众，其中27人生还。
截至4月20日15时40分许，解放军和武警部队投入雅安灾区震区第一线的救援兵力达7491人，成都军区和武警部队还有一万多兵力随时可以增援。截至16时，陆军航空兵部队已经派出9架直升机（分别为直-9Z和米-171），另有35架直升机待命。此外，空军出动了两架侦察机。海军也出动了一架遥感飞机赶往灾区。

### 民间
地震发生后，芦山县人民医院成立医疗指挥中心。由于医疗条件有限，很多伤员被转送至成都市的四川大学华西医院等进行救治。包括四川省人民医院在内的多家医院均启动应急预案，设立了临时指挥部，明确了地震病人的救治流程，也疏散了各个临床科室轻微病人，为接治伤员做好准备。
中国红十字总会从中国红十字会成都救灾备灾中心调拨500顶帐篷到受灾地区。重庆、贵州、山东、广东等省及香港、澳门红会来电准备参与救灾。
在汶川地震失去双腿的舞蹈教师廖智奔赴雅安前线作为义工，此举受到媒体的广泛关注。
本次地震，新兴民间组织在灾区的救援中发挥了重要的作用。壹基金、蓝天救援队通过微博直播救援行动，壹基金收到了大量来自民间的捐款。

### 救援事故
地震发生当日12时40分许，中国人民解放军第13集团军一辆载有17名战士的救援车辆，在经过荥经至天全路段时翻下山崖，坠入河中，致2人死亡、2人重伤、4人轻伤。车上一名轻伤战士称车祸原因是军车为避让私家车导致爆胎，然后飞进河里 。
4月21日10时30分，阿坝州消防支队接到警情，称丹巴县一台救援挖掘机在行进至夹金山宝兴县境内发生车祸，坠入300米深悬崖，挖掘机驾驶员身亡。
4月22日，一名贵州籍志愿者在芦山县境内被坠石砸中离世，同行两人受伤。

### 对政府救援的批评、质疑與抗議
尽管災區物資嚴重缺乏，但受道路中斷影響未能运抵灾区的救災物資、搜救和醫療力量有保障，同时当地志工過多已成救災重擔。中国政府以此为理由声称“暂不需要”外國和民間的救援隊、醫療隊和救災物資，但是不拒絕捐款。部分中國社運人士與學者由此认为，政府堵住了一個重要的救援來源；香港泛民主派議員也认为，在此情况下“港府不應盲目捐款”。
4月23日，寶興縣災民因為沒有足夠的帳篷和食物，舉出「我冷餓」的標語以表示對政府救災不力的抗議。宝兴县于当晚召开新闻发布会回应宣稱，经沟通灾民情绪已平稳，随着道路抢通，救灾物资将于当日下午大批运进。

### 香港追討汶川捐款的審計
2008年四川汶川大地震時香港民間熱情捐款，惟至2013年四川芦山地震時四川政府仍未交出2008年的帳目審計報告，其中香港資助的綿陽紫荊民族中學在2012年被擅自拆除改建成「万达广场商住综合工程」，大大打擊香港對中國制度的信心，令香港喪失對中國賑災的熱情。香港《南華早報》網上民調發現92%香港人民反對香港立法會批出對芦山地震的捐款，最終在香港建制派議員支持下以37/60票批出1亿港元捐款。撥款後，中國《人民日報》頭版刊文，指香港立法會「23票反對票值得重視及反思，認為機構應拿出脫胎換骨改革勇氣，加速形成透明體制及監督制度，以行動挽回信心與支持。」；《環球時報》社評指「实事求是说，内地并不缺1亿港元，社会上希望港府向雅安捐款的人，更看重的是香港对内地受灾同胞的情谊」。
香港立法會議員黃毓民拒絕批出對芦山的捐款的發言在中國微博上熱傳，「血浓于水？酒浓于水吧」成為名句；影片在中國優酷網一周內有237萬觀看並90%讚好，《環球時報》海外版承認微博上普遍都贊同黃毓民，儘管小部分人感到冒犯。

### 捐款
中国大陆
- 中国红十字基金会：截至4月20日16时，中国红十字基金会共收到社会各界个人善款共计34,567.62元，其中玉米爱心基金收到善款共计19,583.62元人民幣。[140]
- 壹基金：截至4月21日，壹基金所收到善款已超过3100万元人民币。[141]
- 人民网提供的捐赠汇总：[142]国开行2亿元紧急贷款；恒大集团捐款2000万；农夫山泉、蒙牛乳业、中国人保、万达集团、重庆市、神华集团等各捐款1000万；百度、网易、SOHO中国、泰康人寿、江苏省等各捐款500万；奇虎捐款360万、新浪网捐款300万；京东商城、神州数码、西藏自治区、贵州省、大陆台商协会、全国台企联等各捐款200万；香港中国商会主席陈经纬捐款200万港元；人民网、小米公司、金山软件、乐视网、OPPO、上海台协等各捐款100万；澳门红十字会调拨1000个紧急救援家庭包；贵州省捐助1000顶帐篷；陕西省5000顶中央救灾单帐篷运往灾区。

- 由于先前中国红十字会丑闻频发导致信任危机，大量捐款转而投向壹基金。中国红十字会发布的赈灾信息遭到网民抵触。对此，中国红十字会表示，最重要的是救灾，暂不理会网络舆论[143]。

 香港
- 4月22日
  - 工聯會捐款20萬港元[144]。
- 4月23日
  - 新民黨捐款60萬港元[145]
  - 李嘉誠基金會捐款3,000萬港元
  - 碧桂園集團主席楊國強捐款1,000萬港元
  - 霍英東基金會捐款500萬港元
  - 香港廣東社團總會捐款300萬港元
  - 朱樹豪紀念慈善基金會捐款200萬港元[146]
- 4月26日
  - 香港宣明會宣佈截至4月26日，共籌得700萬港元[147]。
- 4月30日
  - 民建聯捐出透過在街上設立籌款站得來的逾60萬港元[148]。
- 5月5日
  - 香港紅十字會迄至上述日期，共籌募1,200萬港元，並且已經動用其中2百萬港元作為緊急救災[149]。

 臺灣
- 4月20日
  - 鴻海捐助五千萬元人民幣（約兩億四千多萬元新台幣）。
  - 大陸台商組成的大陸「全國台灣同胞投資企業聯誼會」（簡稱全國台企聯）捐兩百萬元人民幣（約一千萬台幣）[150]。
- 4月21日
  - 中華民國紅十字會總會從汶川地震專案中提撥5百萬元人民幣（約兩千五百萬台幣），援助四川雅安強震[151]。
  - 富邦金控捐100萬美元（約三千萬台幣，或六百二十萬人民幣）。
  - 中信金控捐款500萬元人民幣（約兩千五百萬台幣）。
  - 裕隆集團捐出新台幣4000萬元台幣（約八百四十多萬人民幣）[152]。
  - 台灣大潤發第一批捐贈物資30萬元運達災區。
  - 85°C捐贈了10萬元物資包括飲用水、麵包、鳳梨酥等，於22日運達災區[153]。
  - 台灣藝人何潤東捐30萬人民幣[154]。
- 4月22日
  - 仁寶捐出人民幣五百萬元（約兩千五百萬台幣）。
  - 鄉林集團捐二百萬人民幣（約一千萬台幣）。
  - 台泥捐贈一百萬人民幣（約五百萬台幣）。
  - 旺旺集團捐助人民幣五百萬元（約兩千五百萬台幣），另以蔡衍明個人名義捐港幣兩千萬元（新台幣七千六百多萬元）。
  - 台南市康寧大學捐兩百多萬元台幣（約四十二萬人民幣）[155]。
  - 台塑捐人民幣五千萬(近新台幣兩億五千萬元)[156]。
  - 周杰倫 480萬台幣(100萬人民幣)。
  - 蔡依林 480萬台幣(100萬人民幣)。
  - 伊能靜 312萬台幣(65萬人民幣)。
  - 羅志祥 310萬台幣(約65萬人民幣)。
  - 蕭薔 100萬台幣(約21萬人民幣)。
  - 任賢齊 144萬台幣(30萬人民幣)[157]。
  - 世界展望會捐一億五千萬台幣[158]。
- 4月23日
  - 行政院由政府動用第二預備金捐助100萬美元（約三千萬新台幣，或六百二十萬人民幣），透過海基會轉交海協會[159]。
  - 台灣人壽捐人民幣300萬元 (約新台幣1447萬元)。
  - 國泰金人民幣700萬元 (約新台幣3374萬元)[160]。
  - 寶成集團捐款人民幣二千萬（約一億台幣）。
  - 高雄義聯集團捐出六百萬人民幣（折合新台幣約三千萬元）[161]。
  - 至4月23日的初步統計，台灣各界踴躍捐款，實際到賬及意向捐款約人民幣2億元（合新台幣9.6億）[162]。
- 4月24日
  - 桃園縣縣長吳志揚捐十萬元。
  - 頂新集團已將總值約人民幣一百五十萬元的泡麵、飲用水與餐飲食品送入災區[163]。
  - 東莞市台商投資企業協會捐助善款100萬元人民幣[164]。
- 4月27日
  - 陶喆：捐款50萬元人民幣（約250萬台幣）。
  - 吳奇隆：捐款50萬元人民幣（約250萬台幣）[165]。
  - 長榮張榮發捐1000萬美元(約新台幣三億元，或人民幣六千兩百萬)[166]。
- 4月28日
  - 上海市台商協會會人民幣100萬元（約台幣五百萬）[167]。
  - “台灣同胞向雅安地震災區捐贈儀式”27日在四川成都舉行。四川省副省長甘霖出席捐贈儀式，並代表四川省人民政府接受台灣同胞捐贈。截至捐贈儀式結束，實際到位的捐贈款物和意向捐贈已達3.2億元人民幣(折合約台幣15億)[168]。
- 4月29日
  - 大潤發捐贈1000萬元人民幣(300萬元資金和700萬元物資，折合約台幣五千萬)。
  - 臺灣宗教團體佛光山捐款1000萬元新台幣（折合約人民幣210萬）。
  - 新光三越百貨股份有限公司捐款100萬元人民幣（折合約台幣五百萬）[169]。
- 4月30日
  - 台南市虱目魚養殖協會52萬元台幣（約11萬人民幣）[170]。
  - 常熟市台商捐300萬元人民幣(約台幣1500萬元)[171]。
- 5月1日
  - 永和豆漿捐1.45萬箱利樂裝永和豆漿(50噸，共17.4萬盒，總計市場價值約55萬人民幣)[172]。
- 5月3日
  - 台灣婦聯會捐人民幣100萬元(約台幣500萬)[173]。
- 5月14日
  - 國台辦發言人楊毅表示，台灣各界捐款達人民幣3.48億元（新台幣16.7億元），物資價值1628萬元[174]。

 美国
- 苹果公司宣布向四川雅安地震灾区捐款5,000万元人民币[175]。
- 微软公司向雅安地震灾区捐款100万元人民币[176]。

- 三星电子向雅安地震灾区捐款6,000万元人民币。[177]
  - 金賢重向壹基金捐贈1億韓元(約54萬人民幣)

 芬兰
- 诺基亚通过中国扶贫基金会向四川雅安地震灾区捐赠资金及物资（手机）共计100万元，用于灾区紧急救援工作。[177]

## 媒体報道

### 电视
CCTV-13从当天上午约10时起开始播出雅安地震特别报道，该报道一直持续到4月21日，CCTV-1从下午起开始与CCTV-13并机直播特别报道。同时CCTV-13所有的广告全部取消，原有的节目计划全部改变为播出特别节目，但一些新闻节目仍然播出，如“共同关注”、“东方时空”等，但都与特别报道无区别。CCTV-3所有娱乐节目均停播。CCTV-4也开始播出自己的地震特别节目。
地震当天晚上，全国大部分卫视的常规节目停播，东方卫视在当日8时20分播放第一条关于地震的消息，并开始播出特别报道（当时正在播放的节目是每日早7时至9时播出的常规早间新闻节目《看东方》）。随后，包括湖南卫视、浙江卫视、深圳卫视、广东卫视在内的多个卫视播出自己的地震特别节目。4月21日，全国所有省级卫视均直播自己的地震特别节目或转播央视的特别节目。另外，河南卫视除了全程转播央视新闻频道外，还率先将台标变为黑色，因事先没有通知广电总局，后又改回原色。四川电视台所有频道开始随央视24小时不间断直播自己台的地震特别节目，并把台标变成白色。4月23日以后，大多数电视台均停止了特别节目，只有央视等少数电视台播出非全天候的地震特别节目。

### 广播
中央人民广播电台启动应急响应机制，迅速排出20多名记者的前方报道组。4月22日，央广首次以国家应急广播为呼号，向灾区群众定向播放应急频率，本次救灾广播的呼号为“国家应急广播·芦山抗震救灾应急电台”。

### 网络
地震发生后，包括百度、新浪、搜狐、网易、腾讯、凤凰网、人民网、新华网、央视网等都第一时间报道了此次地震的信息，并制作了相关特别专题。许多网站均提供了网络直播。百度搜索于4月21日0时将其標識更换为雅安行政轮廓中间有一蜡烛图案。必应搜索引擎将其背景更换为水上漂浮的蜡烛。同样、即刻搜索、腾讯搜搜也将其标志处理为黑白或蜡烛。
由于成渝高速公路出现严重堵车，救灾车辆无法进入，而灾区的移动通讯信号都不通畅，因此，在百度、360和必应搜索“雅安地震”时都有以下提示：“请尽量使用网络或短信报平安，不要拨打四川电话！灾区需要专业救援人员，请志愿者不要盲目自行前往灾区，把生命通道留给最需要的人！”
百度、360、优酷网、淘宝、土豆、苏宁易购、京东商城等著名网站均发布公告与地震专题或将其网页变成黑白。腾讯QQ空间，新浪微博等的部分界面变成黑白。
百度、央视新闻官微、新浪微博、腾讯微博、谷歌、搜狐、搜狗、360搜索等均推出了地震寻人平台，也有人在Google网上寻人网站上开设了四川地震专题。

### 苹果日报误读灾区工程豆腐渣
香港苹果日报记者报道称，在汶川地震后香港特区援建项目芦山县初级中学看到墙壁破损、剥落，发现有发泡胶和空心砖。据此判断为豆腐渣工程。
香港特区政府发言人4月24日回应说，芦山县发生地震后，四川省人民政府派出专家到学校作震损鉴定，初步评估建筑物的结构没有大问题，只有部分非承重墙体受破坏，因此并未将它定为危房，川方稍后会向港方通报鉴定结果。香港特区政府将于适当时候组织专家团赴川，实地检查和评估灾区内特区援建的项目。对于建筑中发现"空心砖"和"发泡胶"的质疑，政府发言人解释，建筑物的结构为框架式设计，外墙(非承重)以页岩空心砖作砌体的钢筋砖墙，外加复合硅酸盐保温板作节能之用。
对于网友质疑校舍使用"空心砖和发泡胶"建"豆腐渣"工程，中国建筑设计集团原顾问总工程师叶耀先表示，页岩空心砖是建筑普遍使用的材料，有抗震需求、处于地震多发带的房屋承重墙不能使用空心砖，非承重墙则可以使用。非承重墙开裂不会对房屋总体结构造成影响，并不能算房屋质量问题。只要进行相关修补，便可继续使用。

## 其他
- 雅安市女主播陈莹在结婚当天穿婚纱报道节目，網上反應兩極，一被誉为最美新娘。但也有表示质疑，认为是炒作。[183][184]陈莹否认炒作。[185]

- 在灾区，电话、手机打不通的情况下，使用无线网络、蜂窝移动数据网络的微博、微信等手机软件仍能使用，于是在此次地震救援中起到了重要作用。[186]

- 红十字会重查郭美美事件。由于受到该事件影响，中国红十字会救援工作受到公众极大情绪抵抗，甚至遭受语言攻击，其筹款等活动进展也差强人意。为挽回名誉等考虑，中国红十字会社会监督委员会决定于2013年5月中下旬，重新调查该事件。[187]但随后遭中国红十字会秘书长王汝鹏否认。[188]

- 四川省政府决定，2013年4月27日为全省哀悼日。当天，停止公共娱乐活动，8时2分起，全省人民默哀3分钟，汽车、船舶鸣笛，防空警报鸣响。[189]

- 雅安蘆山縣委書記范繼躍陪從在總理李克強身邊察看雅安地震災情時，被發現左手腕有一個印痕，疑似戴表所留。而網友找到一張縣委書記某次講話的圖片，指認出這位書記戴的是「名表江詩丹頓，價值21萬人民幣」，被網友喚作「無表哥」、「表印哥」[190][191]

## 外部連結
新聞專題
- 中国大陆专题：新华网（页面存档备份，存于）、中新网（页面存档备份，存于）、人民网（页面存档备份，存于）、四川省政府（页面存档备份，存于）、四川在線（页面存档备份，存于）、四川新聞網（页面存档备份，存于）、四川日報網（页面存档备份，存于）、重慶華龍網（页面存档备份，存于）、中国网（页面存档备份，存于）、中国中央电视台（页面存档备份，存于）、中广网（页面存档备份，存于）、搜狐（页面存档备份，存于）（遇难者名单（页面存档备份，存于））、新浪网（页面存档备份，存于）、网易（页面存档备份，存于）、腾讯（页面存档备份，存于）、百度（搜索“雅安地震”（页面存档备份，存于））、一財網（页面存档备份，存于）、南都網、新京報網（页面存档备份，存于）、光明网（页面存档备份，存于）
- 香港专题：凤凰衛視（页面存档备份，存于）（直播（页面存档备份，存于））、大公報（页面存档备份，存于）

寻人信息
- Google下属的公益网站Google.org开通的Google 四川地震网上寻人（页面存档备份，存于）
- 搜狐：四川雅安7.0级地震 地震找人（页面存档备份，存于）
- 360搜索：四川雅安地震寻人求助平台
- 百度:四川雅安芦山县7.0级地震（页面存档备份，存于）

關联微博
- 中国地震台网速报的新浪微博
- 成都军区雅安芦山抗震救灾的新浪微博